# Quatro Irmãos
Quatro Irmãos é um município do estado brasileiro do Rio Grande do Sul.

## História
A origem do nome deve-se à propriedade de terra da família Santos Pacheco, quatro irmãos (Clementino, David, José Gaspar e Antônio) que possuíam 93.985 hectares, fazendo parte do município de Passo Fundo em 1909. 
Por força da lei estadual nº 10.761, foi criado o município de Quatro Irmãos em 16 de abril de 1996, com território desmembrado de Erechim e Jacutinga.

## Galeria

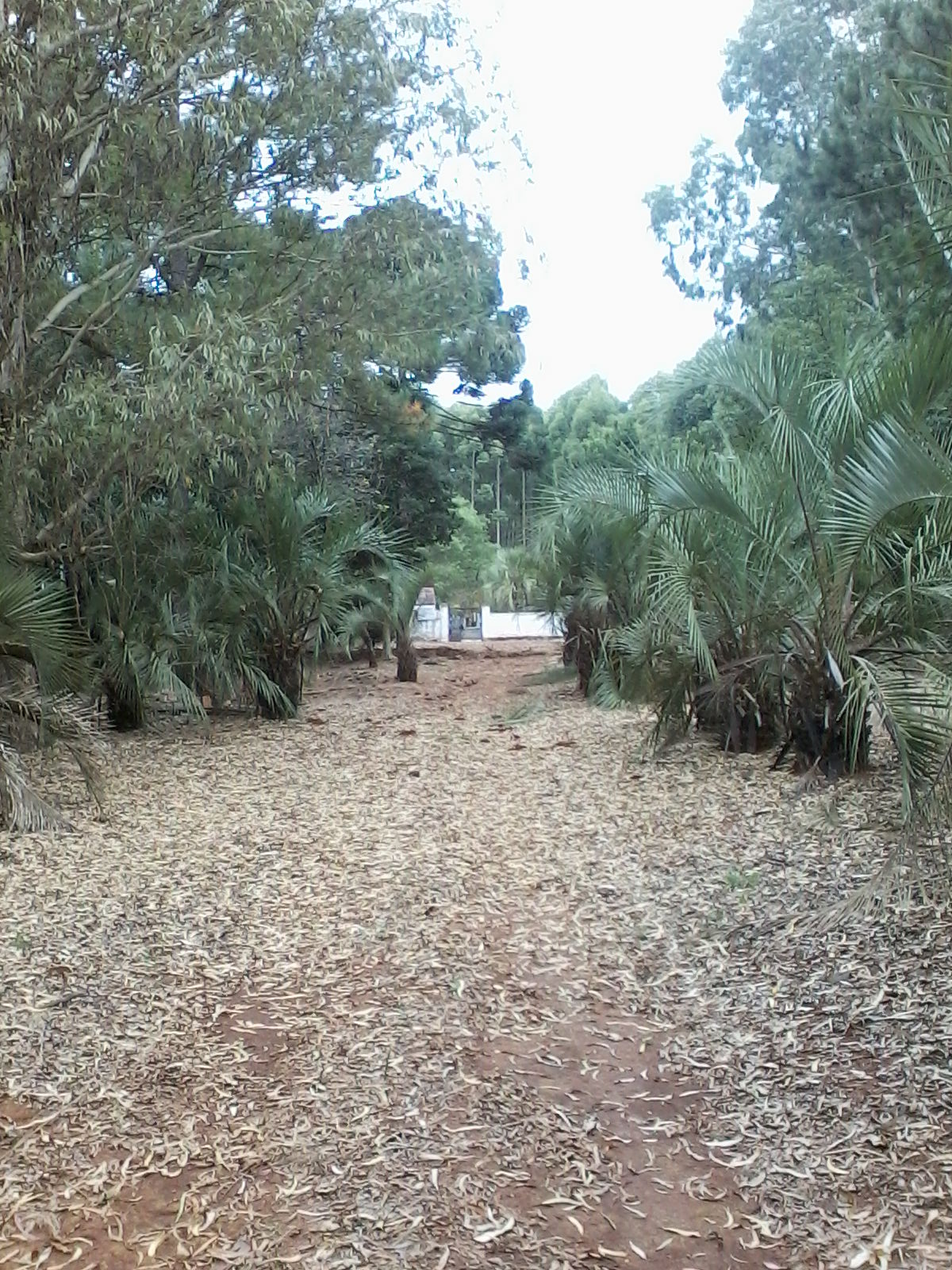
Cemitério Judaico de Quatro Irmãos.
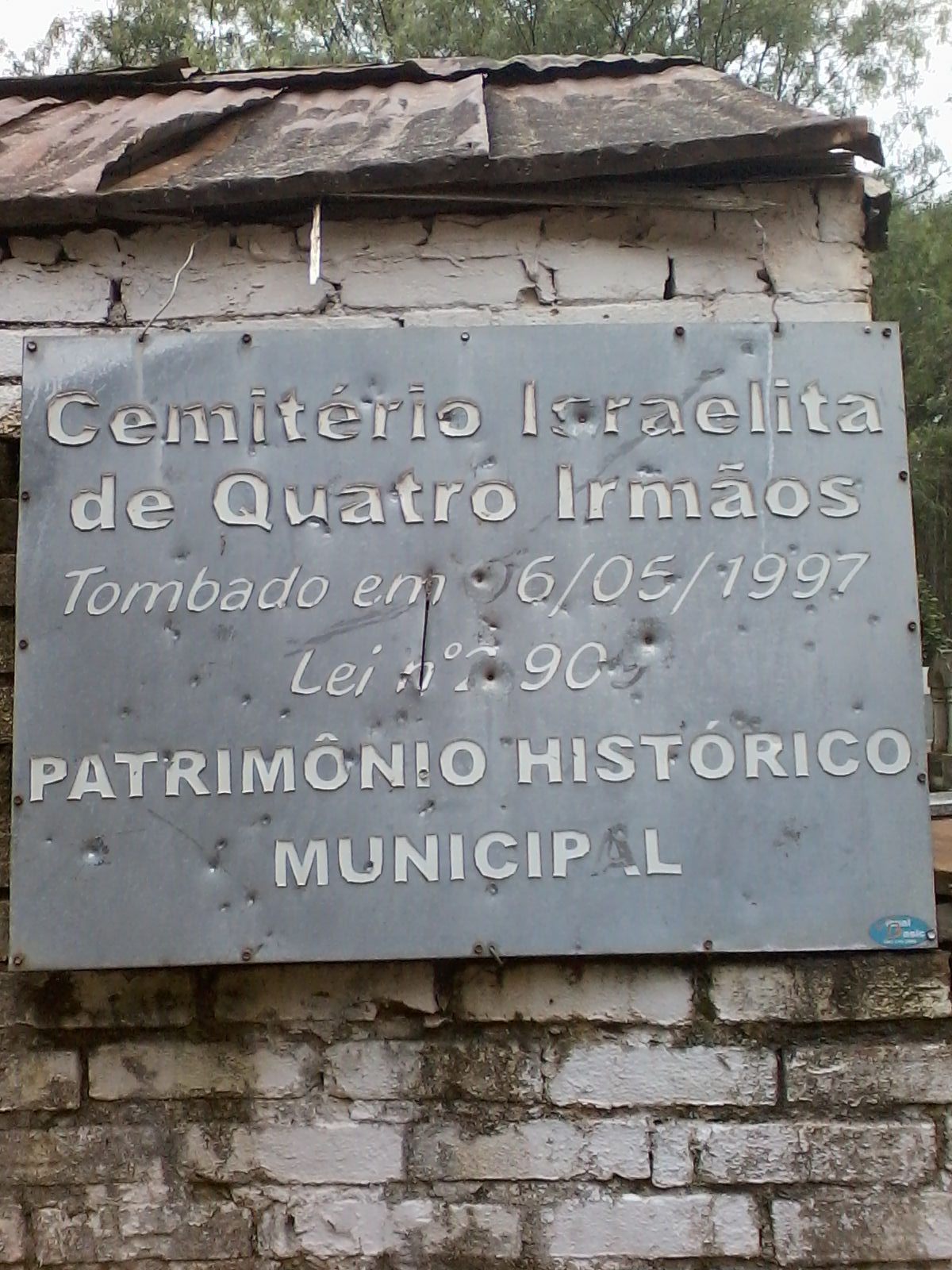
Cemitério Judaico de Quatro Irmãos.
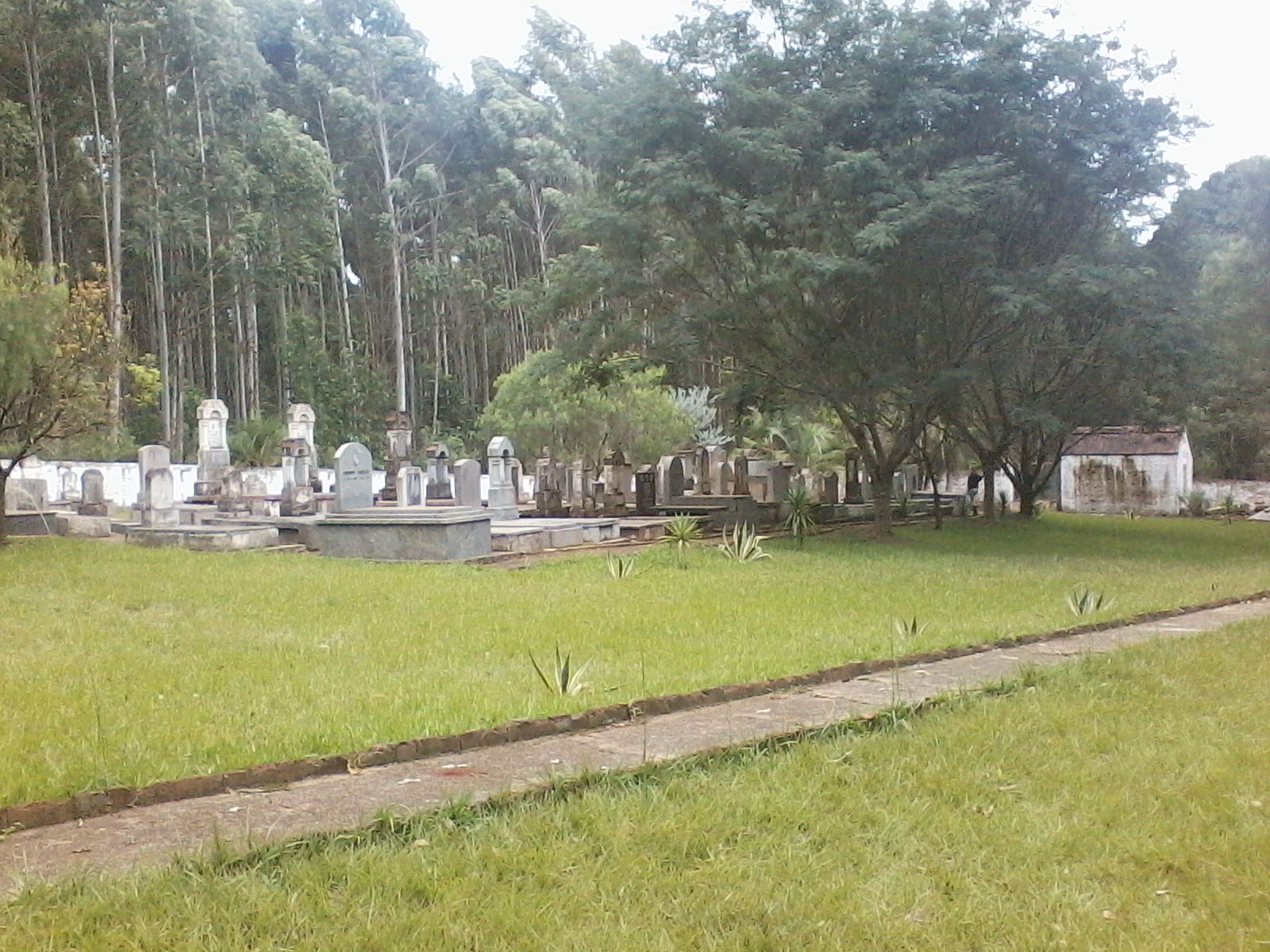
Interior do Cemitério Judaico, lado masculino.
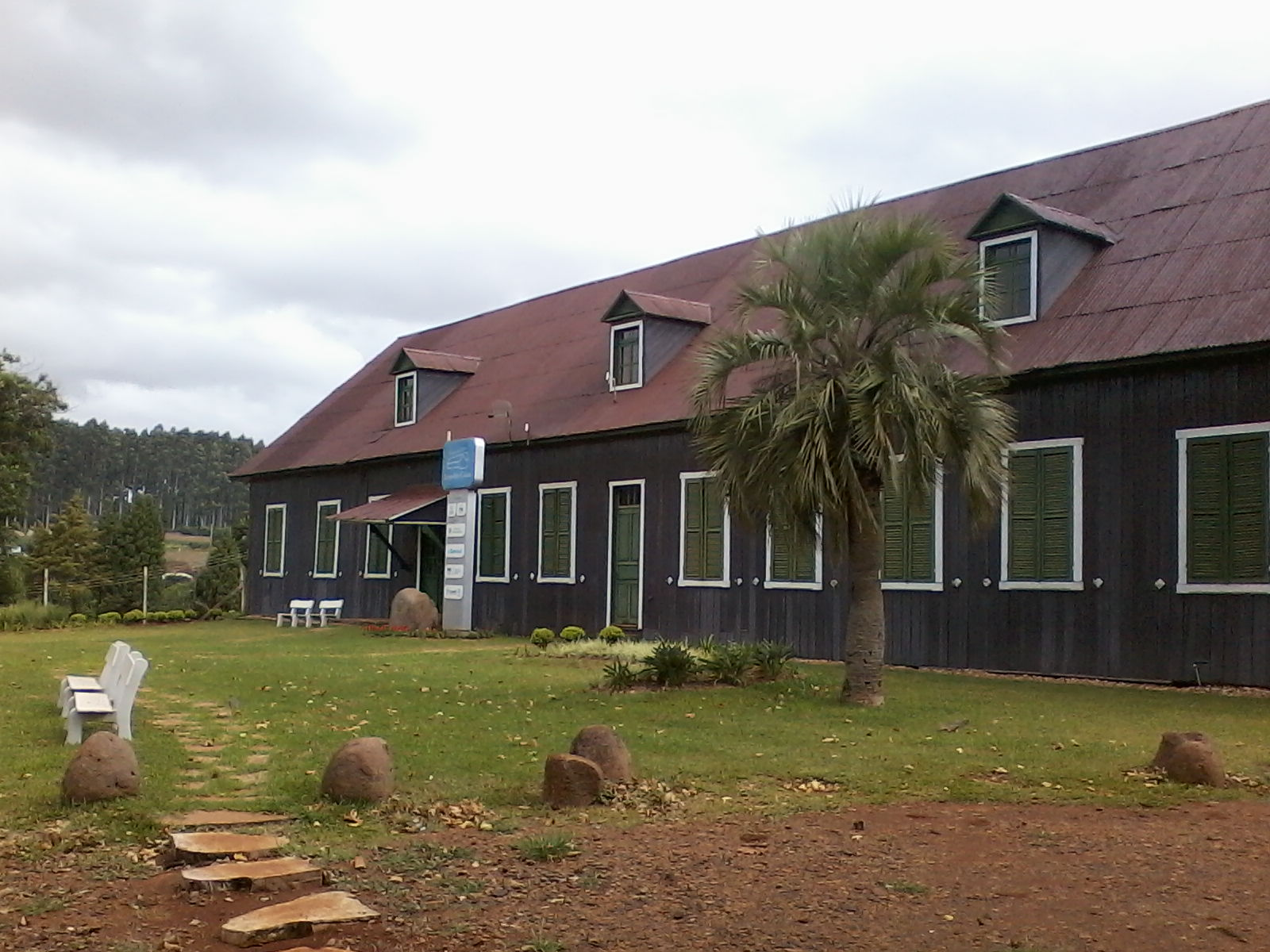
Antigo hospital de Quatro Irmãos, construído com apoio da JCA (Jewish Colonization Association)
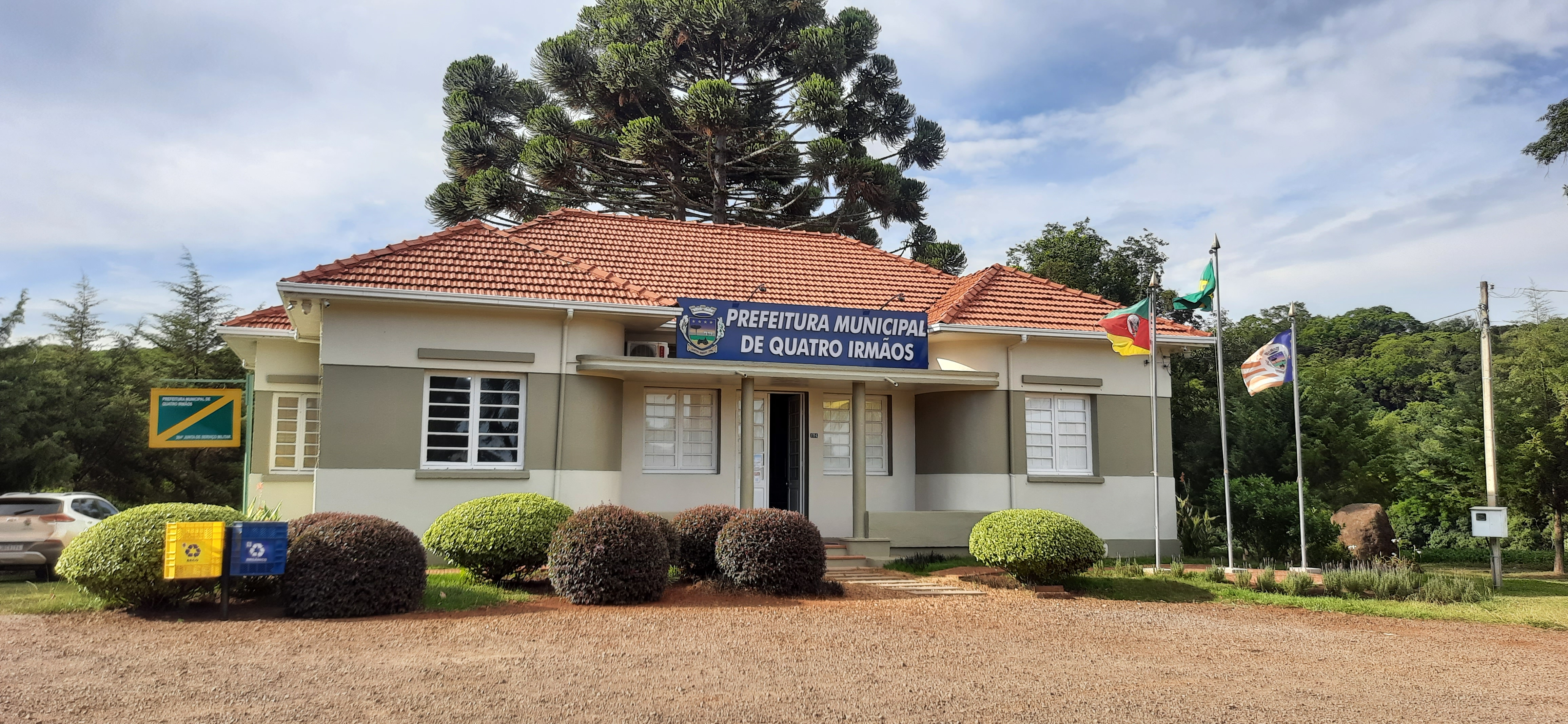
Prefeitura de Quatro Irmãos em 2022